# Prix Jean-Prat
Groupe 1
Le prix Jean-Prat est une course hippique de plat se déroulant au début du mois de juillet sur l'hippodrome de Deauville-La Touques. C'est une course de groupe I réservée aux chevaux de 3 ans.

## Historique
Créée en 1858, c'était à l'origine une des deux manches du prix biennal, une course pour les 3 ans, une autre pour les 4 ans et plus. Elle se déroulait au mois d'avril et constituait une épreuve préparatoire au prix du Jockey Club.  Elle a été rebaptisée en 1940 en hommage à Jean Prat (1847-1940), propriétaire-éleveur et membre de la Société d'encouragement. En 1961, la course est reculée au mois de mai et accompagne souvent ce même prix du Jockey Club. Elle passe alors de 2 000 à 1 850 m puis 1 800 m en 1967. Pour éviter toute confusion, le prix Jean-Prat pour les chevaux plus âgés a été rebaptisé prix Vicomtesse Vigier en 1985.
Avec la réforme des courses en 2005, le prix Jean-Prat devient une course du groupe 1. Il est repoussé au mois de juillet, son allocation est doublée pour atteindre la somme de 400 000 € et il se court  désormais sur la distance de 1 400 mètres. Le prix s'est couru sur l'Hippodrome de Longchamp des origines à 1966, puis à Chantilly jusqu'en 1985, à nouveau à Longchamp de 1986 à 1994, et de nouveau à Chantilly à partir de 1995. En 2018, il est de nouveau transféré cette fois-ci à l'hippodrome de Deauville-La Touques, et voit sa distance ramenée de 1 600 à 1 400 mètres. 

## Palmarès depuis 1987
| Année | Vainqueur       | Pays        | Père               | Jockey                | Entraîneur            | Propriétaire                  | Deuxième          | Troisième          | Temps   |
| ----- | --------------- | ----------- | ------------------ | --------------------- | --------------------- | ----------------------------- | ----------------- | ------------------ | ------- |
| 2025  | Woodshauna      | France      | Wooded             | Christophe Soumillon  | Francis-H. Graffard   | Resolute Bloodstock           | Maranoa Charlie   | The Lion In Winter | 1'24"46 |
| 2024  | Puchkine        | France      | Starspangledbanner | Ioritz Mendizabal     | Jean-Claude Rouget    | Alain Jathière                | Havana Cigar      | Beauvatier         | 1'21"49 |
| 2023  | Good Guess      | France      | Kodiac             | Stéphane Pasquier     | Fabrice Chappet       | Hisaaki Saito                 | Sauterne          | Breizh Sky         | 1"23"36 |
| 2022  | Tenebrism       | Irlande     | Caravaggio         | Ryan Moore            | Aidan O'Brien         | Coolmore                      | Light Infantry    | Lusail             | 1'22"87 |
| 2021  | Laws of Indices | Irlande     | Power              | Olivier Peslier       | Ken Condon            | Charlotte Holmes              | Thunder Moon      | Midtown            | 1'24"09 |
| 2020  | Pinatubo        | Royaume-Uni | Shamardal          | William Buick         | Charlie Appleby       | Écurie Godolphin              | Lope Y Fernandez  | Malotru            | 1"23"03 |
| 2019  | Too Darn Hot    | Royaume-Uni | Dubawi             | Frankie Dettori       | John Gosden           | Andrew Lloyd Webber           | Space Blues       | Fox Champion       | 1'21"29 |
| 2018  | Intellogent     | France      | Intello            | Pierre-Charles Boudot | Fabrice Chappet       | Fiona Jean Carmichael         | Cascadian         | Gustav Klimt       | 1'35"83 |
| 2017  | Thunder Snow    | Royaume-Uni | Helmet             | Christophe Soumillon  | Saeed Bin Suroor      | Écurie Godolphin              | Trais Fluors      | Gold Luck          | 1'38"78 |
| 2016  | Zelzal          | France      | Sea The Stars      | Grégory Benoist       | Jean-Claude Rouget    | Al Shaqab Racing              | Stormy Antarctic  | Spectre            | 1'34"48 |
| 2015  | Territories     | France      | Invincible Spirit  | Mickaël Barzalona     | André Fabre           | Écurie Godolphin              | Dutch Connection  | Sir Andrew         | 1'36"12 |
| 2014  | Charm Spirit    | France      | Invincible Spirit  | Olivier Peslier       | Freddy Head           | Abdullah Bin Khalifa Al Thani | Yuften            | Shifting Power     | 1'41"01 |
| 2013  | Havanna Gold    | Royaume-Uni | Teofilo            | Mickaël Barzalona     | Richard Hannon        | Qatar Racing Ltd & CSH        | San Marino Grey   | Mondialiste        | 1'37"01 |
| 2012  | Aesop's Fables  | France      | Distorted Humor    | Maxime Guyon          | André Fabre           | Godolphin                     | Gregorian         | Coup de Theatre    | 1'37"60 |
| 2011  | Mutual Trust    | France      | Cacique            | Maxime Guyon          | André Fabre           | Khalid Abdullah               | Zoffany           | Strong Suit        | 1'40"45 |
| 2010  | Dick Turpin     | Royaume-Uni | Arakan             | Richard Hughes        | Richard Hannon        | John Manley                   | Siyouni           | Xtension           | 1'36"30 |
| 2009  | Lord Shanakill  | Royaume-Uni | Speightstown       | Jim Crowley           | Karl Burke            | Mogeely Stud                  | Oiseau de Feu     | Irian              | 1'38"90 |
| 2008  | Tamayuz         | France      | Nayef              | Davy Bonilla          | Freddy Head           | Hamdan Al Maktoum             | Raven's Pass      | Rio de La Plata    | 1'37"60 |
| 2007  | Lawman          | France      | Invincible Spirit  | Olivier Peslier       | Jean-Marie Béguigné   | Claudio Marzocco              | Stoneside         | Golden Titus       | 1'41"20 |
| 2006  | Stormy River    | France      | Verglas            | Thierry Thulliez      | Nicolas Clément       | Ecurie Mister Ess             | Kentucky Dynamite | Dilek              | 1'37"80 |
| 2005  | Turtle Bowl     | France      | Dyhim Diamond      | Olivier Peslier       | François Rohaut       | Berend Van Dalfsen            | Starpix           | Rocamadour         | 1'36"10 |
| 2004  | Bago            | France      | Nashwan            | Thierry Gillet        | Jonathan Pease        | Famille Niárchos              | Cacique           | Ershaad            | 1'46"60 |
| 2003  | Vespone         | France      | Llandaff           | Christophe Lemaire    | Nicolas Clément       | Ecurie Mister Ess             | Prince Kirk       | Tashkandi          | 1'47"10 |
| 2002  | Rouvres         | France      | Anabaa             | Olivier Doleuze       | Christiane Head       | Alec Head                     | Imtiyaz           | Shaanmer           | 1'46"50 |
| 2001  | Olden Times     | Royaume-Uni | Darshaan           | Pat Eddery            | John Dunlop           | A. Faisal                     | King of Tara      | Denon              | 1'48"10 |
| 2000  | Suances         | France      | Most Welcome       | Gérald Mossé          | Maur. Delcher-Sanchez | Jed Cohen                     | Bach              | Pacino             | 1'53"40 |
| 1999  | Golden Snake    | Royaume-Uni | Danzig             | Michael Hills         | Barry Hills           | Mohammed Obaida               | Slip Stream       | Indian Danehill    | 1'54"50 |
| 1998  | Almutawakel     | Royaume-Uni | Machiavellian      | Frankie Dettori       | Saeed bin Suroor      | Godolphin                     | Gold Away         | Dr Fong            | 1'51"90 |
| 1997  | Starborough     | Royaume-Uni | Soviet Star        | Frankie Dettori       | David Loder           | Cheikh Al Maktoum             | Mamalik           | Kirkwall           | 1'51"70 |
| 1996  | Le Triton       | France      | El Gran Señor      | Freddy Head           | Christiane Head       | Maktoum Al Maktoum            | Martiniquais      | Blackwater         | 1'48"60 |
| 1995  | Torrential      | Royaume-Uni | Gulch              | Frankie Dettori       | John Gosden           | Cheikh Al Maktoum             | Annus Mirabilis   | Labeeb             | 1'55"90 |
| 1994  | Millkom         | France      | Cyrano de Bergerac | Jean-René Dubosc      | Jean-Claude Rouget    | Jean-Claude Gour              | Darnay            | Lassigny           | 1'56"00 |
| 1993  | Le Balafré      | France      | Groom Dancer       | Olivier Peslier       | Nicolas Clément       | Comte de Lastours             | Bigstone          | Semillon           | 1'53"10 |
| 1992  | Kitwood         | France      | Nureyev            | Steve Cauthen         | André Fabre           | Cheikh Al Maktoum             | Lucky Lindy       | Shanghai           | 1'58"00 |
| 1991  | Sillery         | France      | Blushing Groom     | Dominique Bœuf        | Christiane Head       | Mme Alec Head                 | Balleroy          | Nine Carat         | 1'51"30 |
| 1990  | Priolo          | France      | Sovereign Dancer   | Gérald Mossé          | François Boutin       | Ecurie Skymarc Farm           | Satin Wood        | Septième Ciel      | 1'53"70 |
| 1989  | Local Talent    | France      | Northern Dancer    | Cash Asmussen         | André Fabre           | Cheikh Al Maktoum             | Kendor            | Monsagem           | 1'59"50 |
| 1988  | Lapierre        | Royaume-Uni | Lafontaine         | Steve Cauthen         | Clive Brittain        | Mme J.-M. Khan                | Fijar Tango       | Triteamtri         | 1'54"00 |
| 1987  | Risk Me         | Royaume-Uni | Sharpo             | Tony Cruz             | Paul Kelleway         | L.-H. Norris                  | Soviet Star       | Bengal Fire        | 1'56"40 |

## Palmarès avant 1987
- 1884 - Little Duck
- 1885 - Reluisant
- 1896 - Arreau
- 1906 - Prestige
- 1908 - Sea Sick
- 1909 - Verdun
- 1914 - Durbar
- 1934 - Duplex
- 1942 - Puymirol
- 1943 - Dogat
- 1944 - Laborde
- 1945 - Obelisque
- 1946 - Souverain
- 1947 - L'Imperial
- 1948 - Jocker
- 1949 - Marveil
- 1950 - Janus
- 1951 - Le Tyrol
- 1952 - La Varende
- 1953 -
- 1954 - Peppermint
- 1955 - Fauchelevent
- 1956 - Incitatus
- 1957 - Le Haar
- 1958 - Launay
- 1959 - Memorandum
- 1960 - Angers
- 1961 - Bobar
- 1962 - Tang
- 1963 - Spy Well
- 1964 - Jour et Nuit
- 1965 - Esso
- 1966 - Silver Shark
- 1967 - Locris
- 1968 - Lorenzaccio
- 1969 - Hill Run
- 1970 - Master Guy
- 1971 - Maroun
- 1972 - Riverman
- 1973 - Sharp Edge
- 1974 - Antipode
- 1975 - Speedy Dakota
- 1976 - Earth Spirit
- 1977 - Lightning
- 1978 - Dom Racine
- 1979 - Young Generation
- 1980 - Night Alert
- 1981 - Cresta Rider
- 1982 - Melyno
- 1983 - Ginger Brink
- 1984 - Mendez
- 1985 - Baillamont
- 1986 - Magical Wonder